# NGC 5714
NGC 5714是一個距離地球約1.3億光年的Sc型螺旋星系，在天球上位於牧夫座。該星系由威廉·赫歇爾發現於1787年5月12日。
天文學家於2003年在NGC 5714的中心核球下方距離約8000光年處發現超新星SN 2003dr，該超新星屬於Ib和Ic超新星，並且在光譜中罕見地出現了強烈的鈣元素特徵。

## 外部連結
- NGC 5714 on SIMBAD（页面存档备份，存于）